# Nanning Airport
Nanning Airport är en flygplats i Kina. Den ligger i den södra delen av landet, 2 100 km söder om huvudstaden Peking. Nanning Airport ligger 128 meter över havet.
Terrängen runt Nanning Airport är huvudsakligen platt, men västerut är den kuperad. Runt Nanning Airport är det ganska tätbefolkat, med 179 invånare per kvadratkilometer. Omgivningarna runt Nanning Airport är en mosaik av jordbruksmark och naturlig växtlighet.